# Amalie Raiffeisen
Pour les articles homonymes, voir Raiffeisen.
Amalie Raiffeisen, née le  2 août 1846 à Weyerbusch et morte le 11 janvier 1897 à Heddesdorf, est une réformatrice sociale allemande.
Dans les années 1860, son père, Friedrich Wilhelm Raiffeisen, est presque aveugle. En traitant sa correspondance avec lui, elle est indispensable à sa création du  mouvement Coopératif en Allemagne
Elle a grandi dans une famille religieuse et a été éduquée selon les préceptes sociaux de l'époque, acceptant que même une fois adulte, il était de son devoir de respecter les volontés de son père. Il s'agissait d'éviter le mariage pour rester aux côtés de son père et l'aider dans son travail. Après la mort de Friedrich Wilhelm Raiffeisen, en 1888, elle continue à travailler pour le mouvement Coopératif. De 1892 jusqu' à sa propre mort, elle était le seul membre survivant de la famille à avoir participé à l'entreprise.

## Biographie

### Enfance

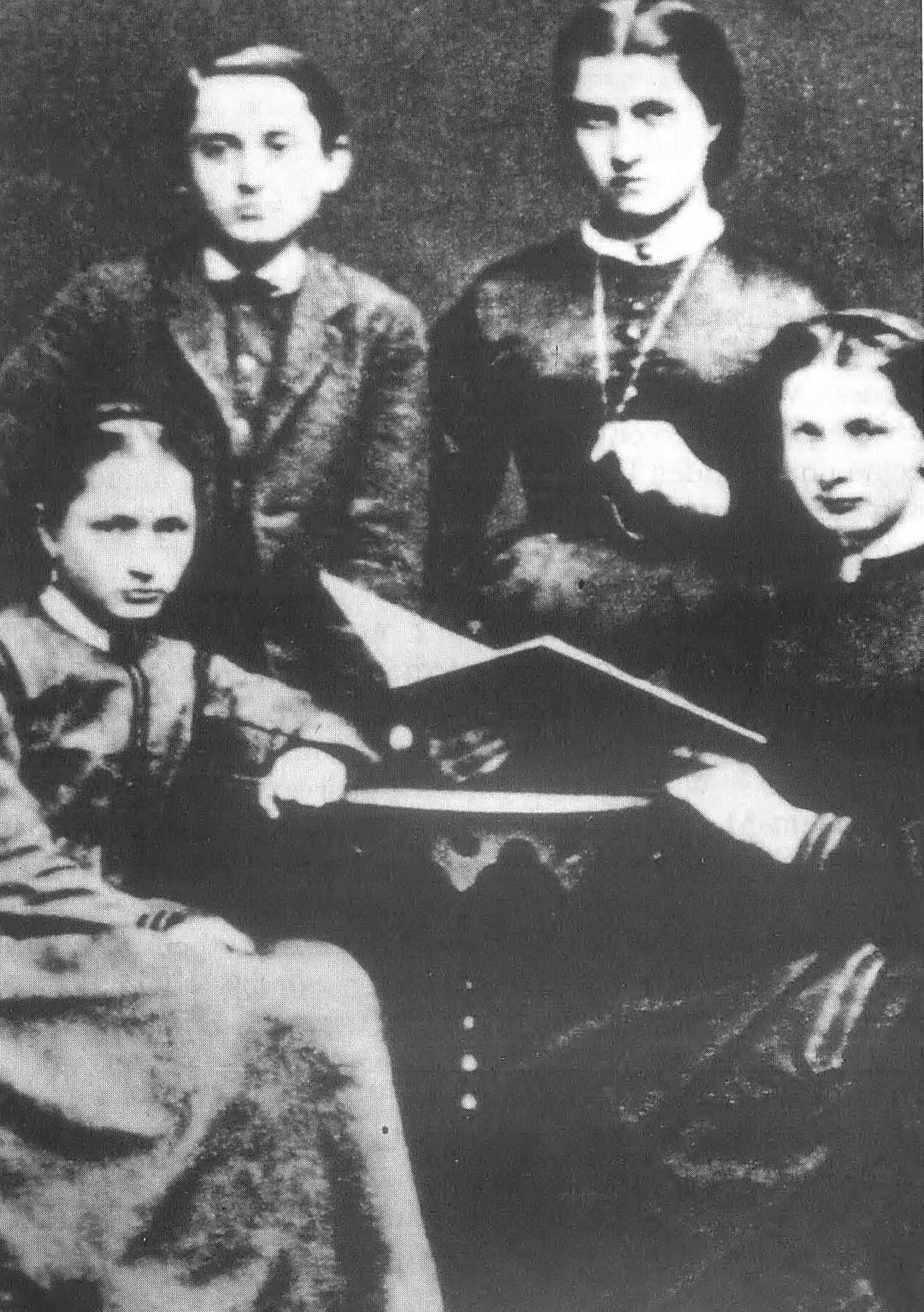
The children of Friedrich Wilhelm Raiffeisen
Debout à l'arrière: Rudolf et Amalie
Assis à l'avant: Bertha et [Caro]lina

Amalie Justine Justine Caroline Raiffeisen est née tôt le matin dans la maison familiale de Weyerbusch, une petite ville près d'Altenkirchen, à environ 50 km au nord de Coblence. Elle était l'aînée des sept enfants enregistrés de ses parents. Son père, Friedrich Wilhelm Raiffeisen, était le maire de la petite ville. Près de trente ans après la naissance d'Amalie, son père, dans une lettre, se rappelait le jour de la naissance d'Amalie, décrivant l'hos pendant la naissance, il s'était assis dans le jardin, remerciant Dieu pour ce don et demandant en même temps sa bénédiction au nom de l'enfant. Quand les enfants étaient petits, leur éducation était confiée à leur mère, Emilie. Ce n'est que lorsqu'ils étaient un peu plus âgés que leur père, qui avait déjà un emploi du temps chargé, s'est joint à la tâche. Pour les parents, il était important que leurs enfants mènent une vie quotidienne bien ordonnée. Dès qu'elle était assez grande, Amalie devait soumettre, chaque soir, un plan de travail pour le lendemain, avec des "Heures libres" à déterminer par son père. Si elle restait loin de la maison avec des parents ou des amis, elle devait produire des agendas quotidiens semblables pendant plusieurs jours. Son père a ensuite insisté pour que les tâches soient exécutées comme prévu, y compris des tâches qui, dans d'autres familles de même classe et de même origine, relèveraient exclusivement des domestiques.
En même temps, le père attachait beaucoup d'importance à la scolarisation de sa fille. Après avoir fréquenté l'école locale, elle a été envoyée dans une université pour femmes. Être une écolière ne l'a pas exempté de ses tâches domestiques quand elle rentrait à la maison chaque jour. On s'attendait toujours à ce qu'elle aide les femmes de ménage à nettoyer la maison et à aider au jardin, en particulier pour la culture des pommes de terre. Friedrich Wilhelm Raiffeisen vivait selon le précepte biblique, Aime ton prochain comme toi-même. Ses enfants, à commencer par l'aînée, Amalie, devaient trouver chacun une famille locale pauvre et assumer la responsabilité de l'entretien et du bien-être de la famille. Pour ce faire, ils devaient collecter des dons auprès de familles aisées et remettre personnellement l'argent à la famille dont ils avaient pris la responsabilité.
La famille de Raiffeisen vivait dans des conditions relativement modestes. Friedrich Wilhelm était lui-même l'un des neuf frères et sœurs enregistrés: le salaire qu'il touchait pour ses fonctions de maire d'une petite ville était à peine suffisant pour subvenir aux besoins de sa famille nombreuse, si bien que la consommation et le luxe ne lui étaient pas accessibles. L'enfance d'Amalie a également été marquée par la mauvaise santé chronique de ses parents. Son père s'était déjà vu refuser le service militaire en 1843 à cause de sa mauvaise vue, et malgré des "guérisons" régulières, sa vision continuait de se détériorer. Sa mère souffrait de problèmes cardiaques chroniques, peut-être en raison de sept naissances difficiles à domicile. Après la naissance de son plus jeune enfant (mort en bas âge) en 1859, les médecins consultés concluent qu'elle ne recouvrera jamais la santé et elle meurt le 27 juillet 1863. La même année, Friedrich Wilhelm Raiffeisen rédigea son testament : toujours non complètement guéri d'une brutale crise de fièvre typhoïde,  il était évidemment conscient que les enfants pourraient être totalement orphelins dès leur plus jeune âge

### Travail dans les entreprises coopératives de son père
Amalie Raiffeisen n'avait que 17 ans quand sa mère est morte. En tant que fille aînée, elle a pris en charge la gestion de la maison et l'éducation de ses frères et sœurs plus jeunes. La vue de son père s'était considérablement détériorée lorsqu'il était atteint de fièvre typhoïde. Le 2 septembre 1856, le conseiller d'arrondissement Friedrich von Runkel (de) a écrit de lui qu'il avait probablement fait lire ses lettres par ses assistants de bureau et sa fille, ne pouvant plus lire pour lui-même. Comme Raiffeissen ne pouvait plus voir ce qu'il signait, il a été mis à la retraite de sa charge publique le 21 septembre 1865. En raison de sa carrière publique écourtée, il n'a reçu qu'une petite pension, ce qui a créé des difficultés financières pour la famille. Les difficultés financières ont été aggravées parce qu'il n'avait pas été en mesure de faire fructifier son épargne lorsqu'il travaillait, en raison de la fréquence de ses traitements médicaux et de sa généreuse aide financière pour les pauvres et les nécessiteux. Afin d'assurer un meilleur revenu à la famille, il a créé une fabrique de cigares, mais cela n'était guère rentable et a été rapidement fermé. Il a ensuite créé un commerce de vin en gros. Dans ses affaires quotidiennes, il dépendait de l'aide de sa fille, Amalie.
En 1864, Friedrich Wilhelm Raiffeisen avait fondé la Heddesdorfer Darlehensverein (Coopérative de crédit Heddesdorf). Il a écrit et publié ses expériences avec la coopérative de crédit et ses expériences antérieures en tant que maire à Weyerbusch (1845-1848) et ensuite dans le district rural de Flemersfled (de), dans une publication intitulée La coopérative de crédit comme moyen de répondre aux besoins de la population rurale, des artisans et des travailleurs (Die Darlehnskassen-Vereine als Mittel zur Abhilfe der Noth der ländlichen Bevölkerung sowie auch der städtischen Handwerker und Arbeiter). Il a dicté et Amalie a écrit le livre de 227 pages.
Son père, épuisé par le travail de publication du livre, dut s'absenter pour une cure de guérison. Amalie, maintenant âgée de 20 ans, a été livrée à elle-même pour gérer la maison et l'entreprise de manutention du vin, ce qu'elle a fait, en grande partie, seule. En 1867, le père écrivit dans une lettre à ses enfants qu'il était très inquiet de son incapacité à produire plus de revenus, et il lui demanda que, si elle devait mourir, ses enfants devraient s'occuper du remboursement de toutes ses dettes. En plus de ses responsabilités à la maison, Amalie s'est occupée de la mise en œuvre continue des projets du mouvement coopératif de son père. Chargé par tant de responsabilités à un si jeune âge, elle est sans doute souvent dépassée par la décision de son père de se remarier ; il décide d'épouser la veuve Maria Penserot en 1868.
Une deuxième édition du livre de Raiffeisen parait en 1872 ; il compte 352 pages. La révision complète avait été écrite par Amalie, à la dictée de son père. Dans la première biographie de Friedrich Wilhelm Raiffeisen, réalisée par Martin Faßbender, employé temporaire, Amalie décrit la routine quotidienne d'Amalie. Elle s'est levée tôt du lit. Après un petit déjeuner très léger et une courte promenade, Friedrich Wilhelm et Amalie s'occupèrent de la correspondance, puis se tournèrent vers le livre. Les détails de la paperasserie étaient pour la plupart gardés secrets, et Amalie a été décrite à l'époque comme la « secrétaire confidentielle » de son père (Geheimsekretär). Pendant ce temps, le père se préparait à rééquilibrer le fardeau en prenant des dispositions pour que son fils aîné, le frère d'Amalie, Rudolf, reçoive une formation commerciale. On aurait pu s'attendre à ce que cela réduise le fardeau d'Amalie, bien qu'en 1872, sa sœur cadette, Carolina, se marie et quitte la maison familiale.
Le 1er octobre 1876, Rudolf fut enrôlé comme volontaire pour une année de service militaire. Le coût de son entretien et de son hébergement dans les casernes imposait un fardeau financier à la famille. Raiffeisen s'est trouvé contraint d'engager un directeur pour le commerce du vin. Une tentative de vendre l'entreprise a échoué en raison du manque d'offres. Pendant ce temps, Rudolf tomba en disgrâce alors qu'il accomplissait son service militaire. Les détails ne sont pas clairs, mais il n'a pas pu rentrer chez lui. Sur les conseils d'Amalie, il émigra à la fin de 1877, probablement en Espagne. La perspective d'une diminution de la charge de travail d'Amalie a diminué[pas clair].
D'après une lettre qu'Amalie écrivit en 1877, il est évident qu'elle avait un large cercle d'amis et de connaissances, aussi loin qu'en Angleterre. Dans la même lettre, elle écrit sur son amour des enfants et son désir de devenir mère pour son propre compte. Le 15 mai 1878, Bertha, une autre de ses sœurs, se maria et quitta la maison parentale. Amalie est restée seule avec son père.
En 1880, Friedrich Wilhelm Raiffeisen annonça son intention de lancer une nouvelle entreprise dans laquelle il allait déposer toute sa fortune. De graves difficultés familiales s'ensuivirent, en partie parce qu'il demandait à ses enfants de renoncer à l'héritage de leur mère. En octobre 1881, il avait persuadé ses trois filles, à commencer par Amalie, de le faire. Entre-temps, son fils Rudolf et sa fille Bertha avaient rompu tout contact avec lui, une situation qui, dans le cas de Rudolf, allait durer. Le problème de la succession au sein des entreprises familiales est devenu de plus en plus pressant. En 1880, Martin Faßbender fut nommé maître de maison, dans le but de préserver l'héritage spirituel du vieillard après son départ. C'est Faßbender qui écrivit plus tard la première biographie publiée de Friedrich Wilhelm Raiffeisen. Cependant, en ce qui concerne l'héritage spirituel, c'est Faßbender qui s'en alla le premier, démissionnant après deux ans parce qu'il ne voyait aucun moyen de mettre en œuvre ses propres idées. La séparation fut amicale à l'extérieur, bien que les derniers affrontements de Faßbender contre Raiffeisen furent violents.
C'est un tournant pour Amalie. Faßbender lui-même écrivit plus tard que le père aimait profondément sa fille, mais qu'il lui était impossible de la voir comme une personne ayant ses propres besoins et désirs, ce qui a eu un impact considérable sur le bonheur de la fille. Faßbender avait vécu dans la maison Raiffeisen, et on croit qu'il est tombé amoureux d'Amalie et voulait l'épouser. À l'époque, il y avait clairement des différences passionnées entre Raiffeisen et Faßbender sur le développement futur du mouvement coopératif, et le père s'opposait à tout mariage entre sa fille et Faßbender. Quand Faßbender est parti, Raiffeisen craignait sérieusement de perdre Amalie, ce qui lui a fait réaliser à quel point il était devenu dépendant d'elle, en tant que « yeux de substitution ».
Une autre raison pour laquelle Raiffeisen interdisait à sa fille d'épouser Faßbender était peut-être liée au fait qu'il avait prévu de transformer son organisation coopérative en une confrérie quasi monastique. Il n'aurait jamais pu être question que Raiffeisen lui-même devienne le chef d'un tel ordre, parce qu'il avait été marié deux fois, et que le plan qu'il avait en tête exigeait le célibat pour les membres de l'ordre. Il n'est pas impossible qu'il fût aligné Faßbender et Amalie comme « frère principal » et « sœur principale » pour cela, ce qui aurait exigé le célibat tout au long de la vie.
Le volume de correspondance qu'Amalie traitait pour son père devenait de plus en plus important. En 1881, elle ne put rendre visite à sa sœur et aux neveux et nièces qu'elle aimait. Dans une lettre qu'elle écrivit à Carolina en novembre 1881, elle se plaignit que son travail devenait de plus en plus pénible, qu'elle était définitivement épuisée, et que leur père lui interdisait tout. Prises ensemble, la bataille de son père avec son frère et ses sœurs, le départ de Faßbender et le travail considérable qu'impliquait la production d'une quatrième édition du livre de son père, ont failli l'écraser. Elle a tenté d'organiser une rencontre avec son père pour discuter des problèmes, mais il n'a toujours pas reconnu ses besoins, et au cours de ses dernières années, elle s'est tout simplement résignée à la situation qui s'était développée, ne luttant ni contre l'approche de son père, ni tentant de quitter la maison.
Trois ans et demi avant sa mort, alors qu'il n'était pas à la maison, Friedrich Wilhelm Raiffeisen écrivait à sa fille aînée une lettre dans laquelle il la louait pour son soutien affectueux et ses conseils dans ses problèmes de santé, et pour son grand réconfort en ces temps troublés. Il a remercié Dieu pour elle.

### Dernières années et décès prématuré
A la fin de 1887, le frère d'Amalie, Rudolf, revient d'Espagne, probablement à la demande de leur père. Il a annoncé qu'il était résolu à faire progresser le travail de son père et à y travailler avec lui. Friedrich Wilhelm s'est investi avec une énergie renouvelée dans leurs affaires, essayant probablement d'en faire trop. Il mourut subitement et inopinément le 11 mars 1888. Amalie a hérité de 7/24 de sa succession et, en reconnaissance de vingt ans de service, de tous ses biens mobiliers et de deux polices d'assurance-vie valant chacune 1 000 thalers. Elle a systématiquement trié la correspondance de son père décédé, en mettant une partie à la disposition de Martin Faßbender. La plus grande partie a cependant brûlé.
On ne sait pas si Amalie a continué à travailler comme secrétaire et écrivaine après le décès de son père. Elle est restée actionnaire dans l'entreprise de son père,Raiffeisen & Cons jusqu'à la fin de sa vie, et a essayé de soutenir son frère Rudolf. En même temps, elle a dû le surveiller pendant qu'il était démis de ses fonctions pour des raisons personnelles et économiques. En tant qu'actionnaire, compte tenu de son éducation et de sa carrière à ce jour, elle n'a pas empêché son frère d'être expulsé de la société le 28 novembre 1892.
Amalie vécut à Heddesdorf jusqu'à sa mort, le 11 janvier 1897. Le registre local, lui donne comme cause de la mort un hydrothorax (Brustwassersucht). Sa mort marque la rupture entre la famille Raiffeisen et l'organisation coopérative. Son corps a été inhumé dans la même tombe que celle de son père.

## Célébration et commémoration
Amalie Raiffeisen a été récipiendaire de la Croix de Mérite pour les Femmes et les Filles (Ehrenkreuz für Frauen und Jungfrauen).
Bien qu'il y ait de nombreuses références sur elle dans les ouvrages biographiques sur son père, la première recherche biographique publiée pour se concentrer sur Amalie Raiffesen a été produite par Walter Koch (de) et n'est apparue qu'en 1995. Cette même année, le texte a été réduit et complété par des citations et des documents publiés dans une compilation biographique produite par le Bureau de la femme (Frauenbüro) à Neuwied.
Une salle du lycée de Neuwied a été baptisée « Salle Amalie Raiffeisen » (Amalie-Raiffeisen-Saal).
Le rôle crucial d'Amalie Raiffeisen dans l'œuvre de son père se reflète dans la détermination du mouvement Coopératif à ce qu'un timbre-poste, qui sera émis en mars 2018 pour célébrer le deux centième anniversaire de la naissance du père, soit composé de ces deux timbres